# Alimentos reguladores
Os alimentos reguladores, são os alimentos que regulam as funções do organismo. São ricos em vitaminas e sais minerais. Atuam sobre o sistema imunológico, regulam a digestão, a circulação sanguínea e proporcionam o bom funcionamento dos intestinos, pois são ricos em fibras.

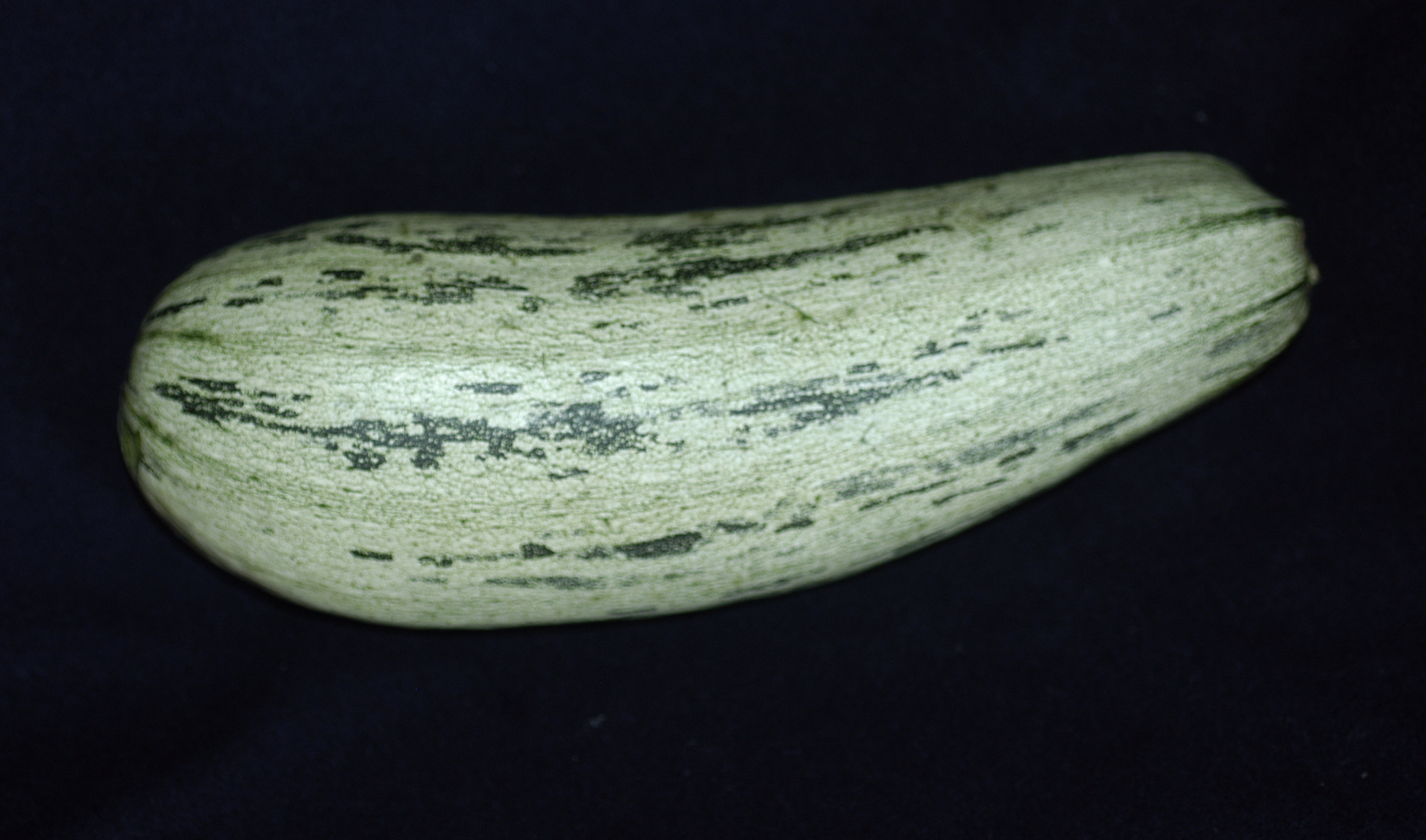
Abobrinha, um exemplo de um alimento regulador.

## Definição de Alimentos Reguladores
Os alimentos reguladores são basicamente os alimentos de origem vegetal, e são chamados de alimentos reguladores por fornecer ao organismo a água, fibras, vitaminas e minerais de que são feitos, de forma a manter o corpo saudável e capaz de se proteger de doenças como a anemia ou queda de cabelo, por exemplo, e até mesmo de doenças virais oportunistas como a gripe entre outros.

## Exemplos de Alimentos Reguladores
Os alimentos reguladores são as frutas e hortaliças entre outros, representados na pirâmide alimentar. Eles representam o segundo grupo de alimentos que devem ser consumidos em maior quantidade, logo a seguir ao pão, cereais, arroz e massa (alimentos energéticos), que são a base da pirâmide alimentar.